# Weltmeisterschaften im Gewichtheben 2009
Die Weltmeisterschaften im Gewichtheben 2009 fanden vom 20. bis zum 29. November 2009 in Goyang, Südkorea statt. Es waren die 77. Weltmeisterschaften der Männer und zugleich die 20. der Frauen.

## Deutsche Nominierungen

### Männer
- Tom Schwarzbach, Klasse bis 85 kg, 10. Platz im Zweikampf mit 346 kg (150 kg + 196 kg)
- Jürgen Spieß, Klasse bis 94 kg, konnte aufgrund einer zugezogenen Rückenverletzung nicht teilnehmen[2]
- Matthias Steiner, Klasse über 105 kg, nahm aufgrund unzureichender Vorbereitung nicht teil[3]
- Almir Velagic, Klasse über 105 kg, 6. Platz im Zweikampf und den beiden Einzeldisziplinen mit 413 kg (185 kg + 228 kg)

### Frauen
- Julia Rohde, Klasse bis 53 kg, konnte aufgrund eines Trainingsunfalls nicht teilnehmen[3]
- Anett Goppold, Klasse bis 69 kg, Platz 15 im Zweikampf und den beiden Einzeldisziplinen mit 206 kg (93 kg + 113 kg)
- Kathleen Schöppe, Klasse über 75 kg, 10. Platz im Zweikampf und im Reißen mit 237 kg (105 kg + 132 kg)

## Medaillengewinner

### Männer

#### Klasse bis 56 kg
| Disziplin | Disziplin | Gold          | Gold   | Silber        | Silber | Bronze                | Bronze |
| --------- | --------- | ------------- | ------ | ------------- | ------ | --------------------- | ------ |
| -56 kg    | Zweikampf | Long Qingquan | 292 kg | Wu Jingbiao   | 286 kg | Sergio Álvarez Boulet | 274 kg |
| -56 kg    | Reißen    | Wu Jingbiao   | 131 kg | Long Qingquan | 130 kg | Khalil El Maoui       | 125 kg |
| -56 kg    | Stoßen    | Long Qingquan | 162 kg | Wu Jingbiao   | 155 kg | Sergio Álvarez Boulet | 154 kg |

#### Klasse bis 62 kg
| Disziplin | Disziplin | Gold            | Gold   | Silber            | Silber | Bronze          | Bronze |
| --------- | --------- | --------------- | ------ | ----------------- | ------ | --------------- | ------ |
| -62 kg    | Zweikampf | Ding Jianjun    | 316 kg | Eko Yuli Irawan   | 315 kg | Yang Fan        | 314 kg |
| -62 kg    | Reißen    | Ding Jianjun    | 146 kg | Yang Fan          | 144 kg | Eko Yuli Irawan | 140 kg |
| -62 kg    | Stoßen    | Eko Yuli Irawan | 175 kg | Yang Sheng-Hsiung | 170 kg | Yang Fan        | 170 kg |

#### Klasse bis 69 kg
| Disziplin | Disziplin | Gold     | Gold   | Silber          | Silber | Bronze          | Bronze |
| --------- | --------- | -------- | ------ | --------------- | ------ | --------------- | ------ |
| -69 kg    | Zweikampf | Liao Hui | 346 kg | Arakel Mirsojan | 334 kg | Triyatno        | 330 kg |
| -69 kg    | Reißen    | Liao Hui | 160 kg | Ninel Miculescu | 155 kg | Arakel Mirsojan | 154 kg |
| -69 kg    | Stoßen    | Liao Hui | 186 kg | Kim Sun-bae     | 181 kg | Triyatno        | 180 kg |

#### Klasse bis 77 kg
| Disziplin | Disziplin | Gold         | Gold              | Silber                    | Silber | Bronze   | Bronze |
| --------- | --------- | ------------ | ----------------- | ------------------------- | ------ | -------- | ------ |
| -77 kg    | Zweikampf | Lu Xiaojun   | 378 kg Weltrekord | Tigran Geworg Martirosjan | 370 kg | Su Dajin | 365 kg |
| -77 kg    | Reißen    | Lu Xiaojun   | 174 kg Weltrekord | Tigran Geworg Martirosjan | 170 kg | Su Dajin | 165 kg |
| -77 kg    | Stoßen    | Sa Jae-hyouk | 205 kg            | Lu Xiaojun                | 204 kg | Su Dajin | 200 kg |

- Lu Xiaojun verbesserte den Weltrekord im Reißen sowie im Zweikampf.

#### Klasse bis 85 kg
| Disziplin | Disziplin | Gold          | Gold   | Silber                    | Silber | Bronze            | Bronze |
| --------- | --------- | ------------- | ------ | ------------------------- | ------ | ----------------- | ------ |
| -85 kg    | Zweikampf | Lu Yong       | 383 kg | Siarhei Lahun             | 380 kg | Wladimir Kusnezow | 376 kg |
| -85 kg    | Reißen    | Lu Yong       | 175 kg | Tigran Wardan Martirosjan | 172 kg | Siarhei Lahun     | 171 kg |
| -85 kg    | Stoßen    | Siarhei Lahun | 209 kg | Lu Yong                   | 208 kg | Geworik Poghosjan | 208 kg |

#### Klasse bis 94 kg
| Disziplin | Disziplin | Gold           | Gold   | Silber         | Silber | Bronze           | Bronze |
| --------- | --------- | -------------- | ------ | -------------- | ------ | ---------------- | ------ |
| -94 kg    | Zweikampf | Wladimir Sedow | 402 kg | Nizami Paşayev | 387 kg | Kim Min-jae      | 384 kg |
| -94 kg    | Reißen    | Wladimir Sedow | 185 kg | Artjom Iwanow  | 180 kg | Kim Min-jae      | 178 kg |
| -94 kg    | Stoßen    | Seon-Jong      | 218 kg | Wladimir Sedow | 217 kg | Valeriu Calancea | 211 kg |

#### Klasse bis 105 kg
| Disziplin | Disziplin | Gold          | Gold   | Silber         | Silber | Bronze             | Bronze |
| --------- | --------- | ------------- | ------ | -------------- | ------ | ------------------ | ------ |
| -105 kg   | Zweikampf | Marcin Dolega | 421 kg | Dmitri Lapikow | 416 kg | Roman Konstantinow | 400 kg |
| -105 kg   | Reißen    | Marcin Dolega | 195 kg | Dmitri Lapikow | 194 kg | Kim Hwa-seung      | 182 kg |
| -105 kg   | Stoßen    | Marcin Dolega | 226 kg | Dmitri Lapikow | 222 kg | Roman Konstantinow | 220 kg |

#### Klasse über 105 kg
| Disziplin | Disziplin | Gold              | Gold   | Silber        | Silber | Bronze            | Bronze |
| --------- | --------- | ----------------- | ------ | ------------- | ------ | ----------------- | ------ |
| 105+ kg   | Zweikampf | An Yong-kwon      | 445 kg | Artem Udachyn | 445 kg | Ihor Schymetschko | 427 kg |
| 105+ kg   | Reißen    | Ihor Schymetschko | 202 kg | Artem Udachyn | 200 kg | An Yong-kwon      | 198 kg |
| 105+ kg   | Stoßen    | An Yong-kwon      | 247 kg | Artem Udachyn | 245 kg | Andrey Kozlov     | 231 kg |

### Frauen

#### Klasse bis 48 kg
| Disziplin | Disziplin | Gold           | Gold   | Silber         | Silber | Bronze         | Bronze |
| --------- | --------- | -------------- | ------ | -------------- | ------ | -------------- | ------ |
| -48 kg    | Zweikampf | Wang Mingjuan  | 208 kg | Sibel Özkan Öz | 206 kg | Nurcan Taylan  | 205 kg |
| -48 kg    | Reißen    | Wang Mingjuan  | 93 kg  | Nurcan Taylan  | 90 kg  | Sibel Özkan Öz | 89 kg  |
| -48 kg    | Stoßen    | Sibel Özkan Öz | 117 kg | Nurcan Taylan  | 115 kg | Wang Mingjuan  | 115 kg |

#### Klasse bis 53 kg
| Disziplin | Disziplin | Gold                  | Gold   | Silber        | Silber | Bronze                    | Bronze |
| --------- | --------- | --------------------- | ------ | ------------- | ------ | ------------------------- | ------ |
| -53 kg    | Zweikampf | Sülfija Tschinschanlo | 219 kg | Chen Xiaoting | 218 kg | Yoon Jin-hee              | 209 kg |
| -53 kg    | Reißen    | Chen Xiaoting         | 95 kg  | Yoon Jin-hee  | 93 kg  | Swetlana Tscheremschanowa | 92 kg  |
| -53 kg    | Stoßen    | Sülfija Tschinschanlo | 129 kg | Chen Xiaoting | 123 kg | Yoon Jin-hee              | 116 kg |

Die 129 kg im Stoßen von Sülfija Tschinschanlo waren eine Einstellung des Weltrekords.

#### Klasse bis 58 kg
| Disziplin | Disziplin | Gold       | Gold   | Silber             | Silber | Bronze        | Bronze |
| --------- | --------- | ---------- | ------ | ------------------ | ------ | ------------- | ------ |
| -58 kg    | Zweikampf | Li Xueying | 239 kg | Nastassja Nowikawa | 225 kg | Julija Kalina | 215 kg |
| -58 kg    | Reißen    | Li Xueying | 107 kg | Nastassja Nowikawa | 100 kg | Julija Kalina | 96 kg  |
| -58 kg    | Stoßen    | Li Xueying | 132 kg | Nastassja Nowikawa | 125 kg | Julija Kalina | 119 kg |

#### Klasse bis 63 kg
| Disziplin | Disziplin | Gold             | Gold   | Silber              | Silber | Bronze              | Bronze |
| --------- | --------- | ---------------- | ------ | ------------------- | ------ | ------------------- | ------ |
| -63 kg    | Zweikampf | Maija Manesa     | 246 kg | Swetlana Zarukajewa | 246 kg | Sibel Şimşek        | 243 kg |
| -63 kg    | Reißen    | Wiktoria Sawenko | 112 kg | Hanna Bazjuschka    | 112 kg | Swetlana Zarukajewa | 111 kg |
| -63 kg    | Stoßen    | Maija Manesa     | 141 kg | Sibel Şimşek        | 135 kg | Xiyan Guo           | 135 kg |

#### Klasse bis 69 kg
| Disziplin | Disziplin | Gold           | Gold   | Silber          | Silber | Bronze        | Bronze |
| --------- | --------- | -------------- | ------ | --------------- | ------ | ------------- | ------ |
| -69 kg    | Zweikampf | Nasik Awdaljan | 266 kg | Oksana Sliwenko | 264 kg | Shaoling Zang | 248 kg |
| -69 kg    | Reißen    | Nasik Awdaljan | 119 kg | Oksana Sliwenko | 118 kg | Shaoling Zang | 112 kg |
| -69 kg    | Stoßen    | Nasik Awdaljan | 147 kg | Oksana Sliwenko | 146 kg | Shaoling Zang | 136 kg |

#### Klasse bis 75 kg
| Disziplin | Disziplin | Gold                | Gold   | Silber  | Silber | Bronze                | Bronze |
| --------- | --------- | ------------------- | ------ | ------- | ------ | --------------------- | ------ |
| -75 kg    | Zweikampf | Swetlana Podobedowa | 292 kg | Cao Lei | 269 kg | Hripsime Churschudjan | 267 kg |
| -75 kg    | Reißen    | Swetlana Podobedowa | 132 kg | Cao Lei | 121 kg | Hripsime Churschudjan | 120 kg |
| -75 kg    | Stoßen    | Swetlana Podobedowa | 160 kg | Cao Lei | 148 kg | Hripsime Churschudjan | 147 kg |

- Podobedowa verbesserte alle drei Weltrekorde in dieser Klasse.

#### Klasse über 75 kg
| Disziplin | Disziplin | Gold               | Gold   | Silber             | Silber | Bronze      | Bronze |
| --------- | --------- | ------------------ | ------ | ------------------ | ------ | ----------- | ------ |
| 75+ kg    | Zweikampf | Jang Mi-ran        | 323 kg | Tatjana Kaschirina | 303 kg | Meng Suping | 296 kg |
| 75+ kg    | Reißen    | Tatjana Kaschirina | 138 kg | Jang Mi-ran        | 136 kg | Meng Suping | 131 kg |
| 75+ kg    | Stoßen    | Jang Mi-ran        | 187 kg | Tatjana Kaschirina | 165 kg | Meng Suping | 165 kg |

- Jang Mi-ran verbesserte ihren eigenen Weltrekord im Stoßen um 1 Kilogramm.

## Medaillenspiegel
| Platz | Land                | Gold | Silber | Bronze | Gesamt |
| 1     | Volksrepublik China | 18   | 11     | 10     | 39     |
| 2     | Kasachstan          | 9    | 1      | 2      | 12     |
| 3     | Südkorea            | 6    | 3      | 5      | 14     |
| 4     | Armenien            | 3    | 4      | 5      | 12     |
| 5     | Polen               | 3    | 0      | 0      | 3      |
| 6     | Russland            | 2    | 9      | 2      | 13     |
| 7     | Belarus             | 1    | 5      | 1      | 7      |
| 8     | Ukraine             | 1    | 4      | 4      | 9      |
| 9     | Türkei              | 1    | 4      | 3      | 8      |
| 10    | Indonesien          | 1    | 1      | 3      | 5      |
| 11    | Rumänien            | 0    | 1      | 1      | 2      |
| 12    | Chinesisch Taipeh   | 0    | 1      | 0      | 1      |
| 12    | Aserbaidschan       | 0    | 1      | 0      | 1      |
| 14    | Macau               | 0    | 0      | 3      | 3      |
| 14    | Georgien            | 0    | 0      | 3      | 3      |
| 16    | Kuba                | 0    | 0      | 2      | 2      |
| 17    | Tunesien            | 0    | 0      | 1      | 1      |

## Doping
Der Finne Johan Nyststrom (77 kg), der Palästinenser Hosni Daher (77 kg) und der Georgier Albert Kusilowi (3. Platz 105 kg) wurden wegen Dopings disqualifiziert.